# Адольф Ернрут
Адольф Ерік Ернрут (швед. Adolf Erik Ehrnrooth; 9 лютого 1905, Гельсінгфорс, Велике князівство Фінляндське — 26 лютого 2004, Турку, Фінляндія) — генерал збройних сил Фінляндії.
Брав участь у змаганнях з верхової їзди на Олімпійських іграх 1948 року в Лондоні.

## Раннє життя
Батьки Адольфа Ернрута — професор Ернст Ялмар Ернрут (швед. Ernst Hjalmar Ehrnrooth) та Карін Селін. У Ернрута було два брати: генерал Густав Ернрут (швед. Gustaf Ehrnrooth) та лейтенант-полковник Ларс Ернрут (швед. Lars Ehrnrooth).
У 1922 році Ернрут закінчив Шведський нормальний ліцей у Гельсінкі (швед. Svenska Normallyceum i Helsingfors) і попри волю батьків вирішив повʼязати своє життя з армією. Того ж року він вступив до кадетської школи та долучився до лав Драгунського полку Уусімаа (фін. Uudenmaan Rakuunarykmentti), де служив на різних посадах: зокрема командував на посаді ротмістра, а пізніше був штабним офіцером та начальником канцелярії у Кавалерійській бригаді.

## Карʼєра

### Воєнний час
Участь Ернрута у Зимовій війні почалася 26 грудня 1939 року, коли він був виконувачем обовʼязків командира штабу Кавалерійської бригади; на цій посаді він перебував до 9 січня 1940 року. Наступного дня він став командиром штабу 7-ї дивізії ІІІ армійського корпусу Армії Карельського перешийку (фін. Kannaksen armeija), де й перебував до закінчення війни 13 березня 1940 року. На цій посаді 14 січня 1940 року Ернрут був підвищений до майора. Під час війни життя Ернрута одного разу врятував Йорма Ґаллен-Каллела, син художника Акселі Ґаллен-Каллели, який закрив Ернрута собою і сам загинув від кулі.
Одразу по закінченню війни Ернрут став командиром штабу 7-ї дивізії, де лишався до 8 вересня 1940 року. У той самий день його підвищили до майора збройних сил та перевели на нову посаду — командира штабу до воєнного округу Східної Фінляндії (фін. Itä-Suomen sotilaslääni). Цю посаду він обіймав з 8 вересня 1940 року до 15 червня 1941.
На початку Війни-продовження з 15 червня 1941 року по 12 травня 1942 року Ернрут був командиром штабу 2-ї дивізії ІІ армійського корпусу на Карельському перешийку. Звідти його направили командиром бойового загону Е, під час служби у якому Ернрут отримав важке поранення у Куркеланʼярві.
20 грудня Ернрут був підвищений до лейтенант-полковника і призначений до виконання спеціальних завдань до штабу IV армійського корпусу на Карельському перешийку з 13 січня до 20 січня 1942 року, після чого його призначили заступником командира 28-го піхотного полку 2-ї дивізії на термін з 10 по 30 березня.

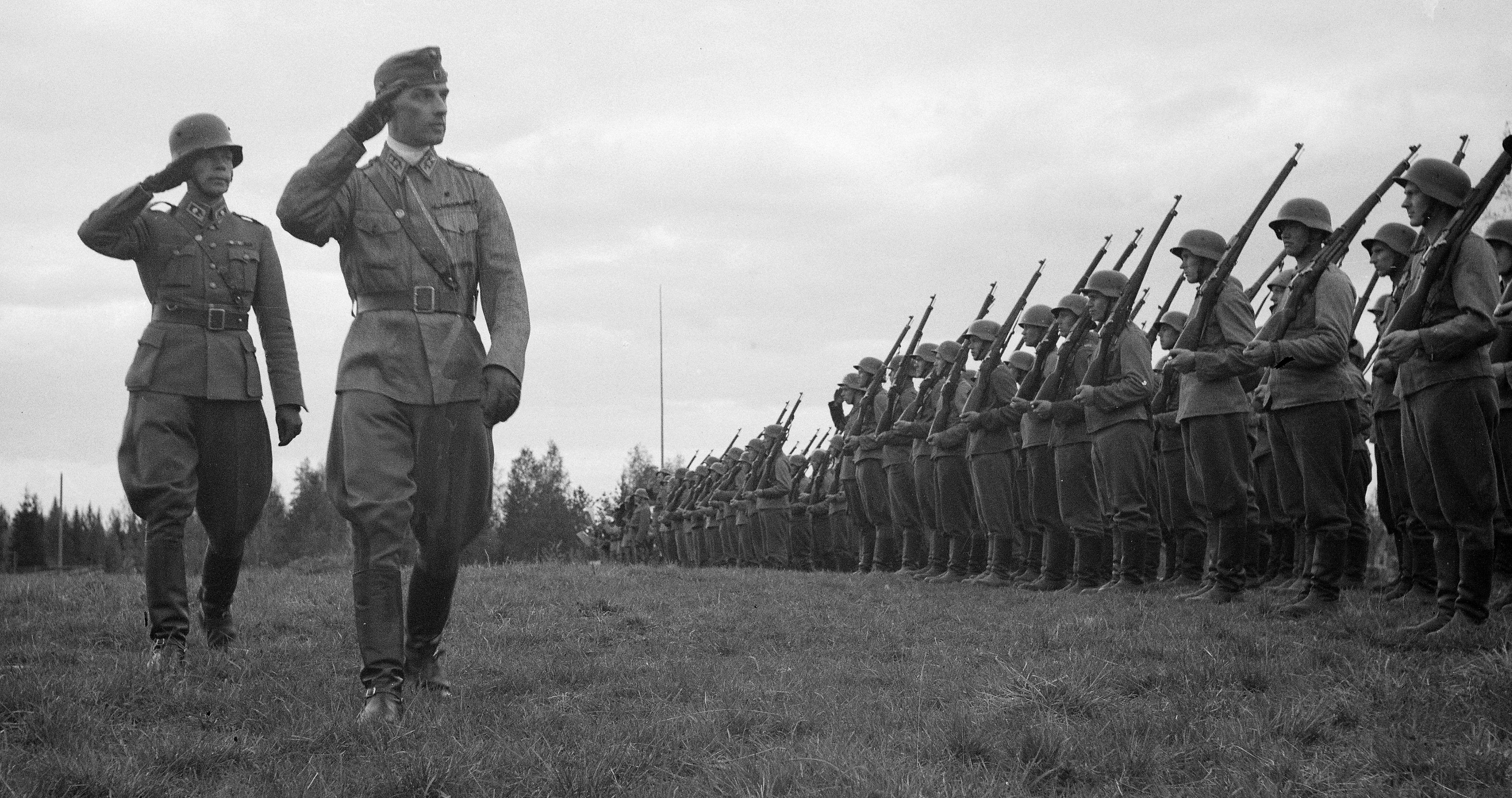
Адольф Ернрут під час огляду військ за кілька днів перед совєтським великим наступом у червні 1944 року

Далі Ернрут був тимчасовим командиром 7-го піхотного полку 2-ї дивізії на Карельському перешийку з 12 травня по 20 жовтня, після чого служив командиром штабу 2-ї дивізії на Карельському перешийку з 20 жовтня по 29 січня 1943 року і знову тимчасовим командиром 7-го піхотного полку 2-ї дивізії з 29 січня 1943 року по 27 листопада 1944 року. Наприкінці бойових дій на Карельському перешийку 6 липня 1944 року Ернрут отримав звання полковника; також Ернрут був кавалером Хреста Маннергейма під номером 162.
7 липня 1944 року Ернрут віддав наказ обстріляти артилерією власні позиції біля церкви Еюряпяя, коли фінські захисники здалися совєтським військам. Пізніше він обґрунтовував свій наказ зупиненням просування військ противника. Точних даних про те, чи були загиблі серед фінських солдат під час цього обстрілу, немає.

### Післявоєнний час

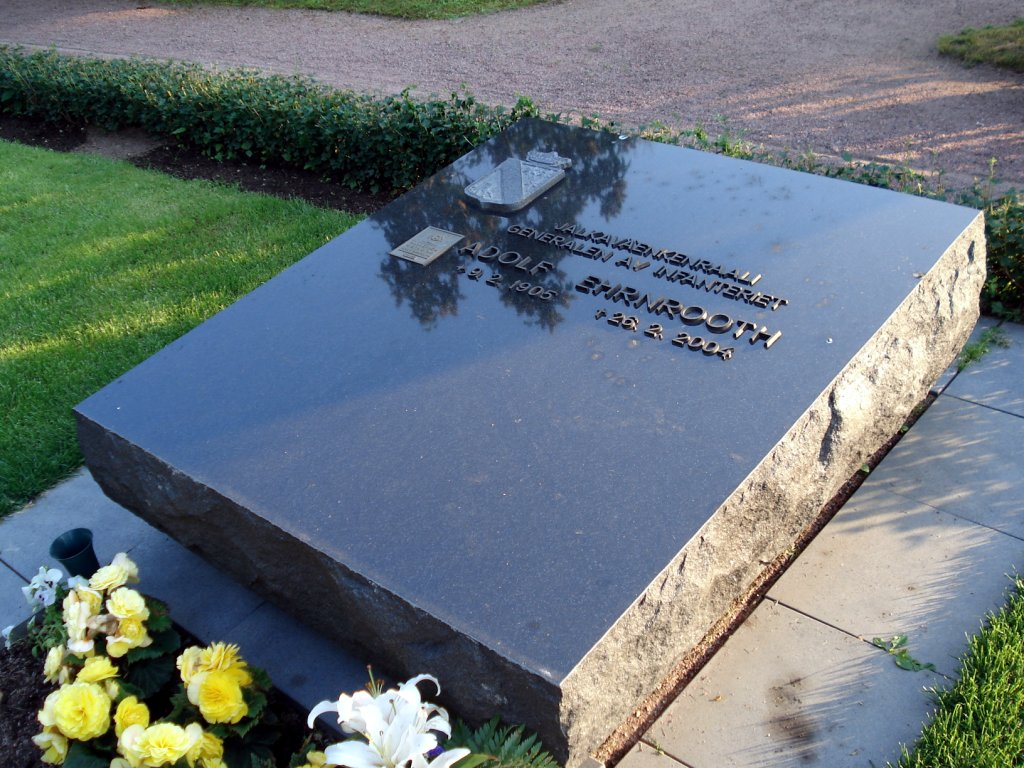
Могила Адольфа Ернрута на цвинтарі Гієтаніємі у Гельсінкі

Після Війни-продовження Ернрут служив командиром Драгунського полку Уусімаа з 27 листопада 1944 року по 12 березня 1947 року; у цей час його призначили на посаду лейтенант-полковника збройних сил 30 березня 1945 року та на посаду полковника збройних сил 1 червня 1945 року. 12 березня 1947 року його призначили керівником Бойового училища (фін. Taistelukoulu), після чого він був призначений командиром Танкового полку 21 квітня 1952 року. 1 лютого 1956 року Ернрут був призначений генерал-майором збройних сил і у зв'язку з підвищенням був переведений до Генерального штабу як перевіряючий протиповітряної оборони; на цій посаді він перебував до 13 листопада 1959 року. Того ж дня він був призначений на посаду генерал-лейтенанта збройних сил і був переведений на посаду командира 1-ї дивізії та пізніше, 9 січня 1960 року, на посаду командира 2-ї дивізії. 9 лютого 1965 року Ернрут йде з посади генерал-лейтенанта збройних сил та командира 2-ї дивізії і був підвищений до генерала 6 грудня 1980 року.
Адольф Ернрут помер у віці 99 років 26 лютого 2004 року у місті Турку і був похований з державними почестями на цвинтарі Гієтаніємі у Гельсінкі 13 березня 2004 року поруч із могилою маршала Маннергейма.

## Політичні погляди
Після завершення військової карʼєри Ернрут почав вести активну громадську діяльність: він був прямолінійним націоналістом, який у 1990-х роках виступав в інтересах ветеранів фінських воєн та став провідною фігурою у ветеранському русі. Він також відстоював повернення кордонів Фінляндії, встановлених Тартуським мирним договором, вважаючи їх єдиними правильними кордонами країни, і підтримував неурядову організацію ProKarelia, яка займалася зокрема перепохованнями фінських солдат з Карелії у Фінляндію, та її план з повернення втрачених Фінляндією територій.
Ернрут також підтримував ідею вступу Фінляндії до ЄС.

## Приватне життя
У 1959 році Ернрут одружився з данською графинею Карін-Бірґітте Шак (дан. Karin-Birgitte Schack), фрейліною та близькою подругою королеви Данії Інґрід. У них народилося троє дітей: доньки Карін (нар. 1960) і Ева (нар. 1964) та син Ганс Адольф (нар. 1962), який пішов шляхом батька і працював зокрема на посаді військового аташе у посольстві Фінляндії в Парижі.

## Памʼять
Невдовзі після смерті Ернрута в ході глядацького голосування програми «Видатні фіни» (фін. Suuret Suomalaiset) національної телерадіомовної компанії YLE його було обрано четвертим у списку 100 найвідоміших фінів після К.Г. Маннергейма, Рісто Рюті та Урго Кекконена.
У фінському місті Лаппеенранта також є площа Адольфа Ернрута.